# Dagmar Lerchová
Dagmar Lerchová, provdaná Řeháková (22. říjen 1930 – 24. dubna 2017), byla československá krasobruslařka. Vyrůstala v Praze Holešovicích a jako malá chodila bruslit na Štvanici nebo Vltavu. Po ukončení sportovní kariéry dělala sportovní rozhodčí a učila angličtinu. V roce 1958 se jí narodila dcera Liliana, která byla také krasobruslařka.
V roce 1948 se zúčastnila olympijských her ve Sv. Mořici, kde skončila na 13. místě. V letech 1948, 1949, 1950, 1952, 1954 startovala na mistrovství Evropy, kde byla nejlépe na 5. místě v roce 1949 a 1950. V letech 1948, 1959, 1950 a 1955 závodila na mistrovství světa a skončila nejlépe v roce 1949 na 8. místě. V letech 1953–1955 byla mistryní Československa.

## Výsledky
| Soutěž                                     | 1947 | 1948 | 1949 | 1950 | 1951 | 1952 | 1953 | 1954 | 1955 |
| ------------------------------------------ | ---- | ---- | ---- | ---- | ---- | ---- | ---- | ---- | ---- |
| Zimní olympijské hry                       |      | 13   |      |      |      |      |      |      |      |
| Mistrovství světa v krasobruslení          |      | 10   | 8    | 12   |      |      |      |      | 14   |
| Mistrovství Evropy v krasobruslení         | 11   | 6    | 5    | 5    |      | 7    |      | 12   | 10   |
| Mistrovství Československa v krasobruslení |      |      |      | 2    | 1    | 1    | 1    | 2    | 1    |